# Poble Sec (metropolitana di Barcellona)
Poble Sec è una stazione della linea 3, (e dal 2014 anche della linea 2), della metropolitana di Barcellona situata sotto la Avinguda del Paral.lel, nel quartiere omonimo, tra i distretti di Sants-Montjuïc e dell'Eixample di Barcellona.
La stazione, fu inaugurata nel 1975 come parte dell'allora Linea IIIB e con il nome di Parlamento. Poco tempo prima della sua inaugurazione, (agli inizi degli 70), un incidente provocò la morte di due operai. Nel 1982 con la riorganizzazione delle linee, la stazione passo alla L3 e venne rinominata con l'attuale Poble Sec.
Con il futuro prolungamento della L2 la stazione verrà ampliata per servire anche questo nuovo tratto.